# 31412 Andersonribeiro
31412 Andersonribeiro è un asteroide della fascia principale. Scoperto nel 1999, presenta un'orbita caratterizzata da un semiasse maggiore pari a 2,153333 UA e da un'eccentricità di 0,191970, inclinata di 3,825199° rispetto all'eclittica. Ha un diametro di 2,625 km.